# Malea Cesar
Malea Cesar, née le 9 décembre 2003 à Newport Beach aux États-Unis, est une footballeuse internationale philippine. Elle joue au poste de défenseure aux Trinity Tigers.

## Biographie
Cesar naît le 9 décembre 2003 à Newport Beach, en Californie, aux États-Unis, d'un père philippin et d'une mère américaine. Elle étudie à la Sunset High School de Beaverton en Oregon et joue dans l'équipe féminine de football de son école. 

### En club
En janvier 2023, elle rejoint Blacktown City en Australie.

### En sélection
Elle fait partie de l'équipe des Philippines pour les éliminatoires de la Coupe d'Asie 2022, mais ne joue aucun match. Elle fait également partie de l'équipe qui participe à la Coupe d'Asie 2022 en Inde. Elle fait ses débuts en équipe nationale lors de la victoire 1-0 des Philippines contre la Thaïlande. Elle inscrit son premier but international dans les arrêts de jeu de la victoire 6-0 de son équipe contre l'Indonésie.

## Statistiques
| #  | Date            | Lieu                                              | Adversaire | Score | Résultat | Compétition       |
| -- | --------------- | ------------------------------------------------- | ---------- | ----- | -------- | ----------------- |
| 1. | 27 janvier 2022 | Shree Shiv Chhatrapati Sports Complex, Pune, Inde | Indonésie  | 6–0   | 6–0      | Coupe d'Asie 2022 |

## Palmarès
Équipe des Philippines
- Jeux d'Asie du Sud-Est (1) :
  - Troisième : 2021.
- Championnat d'Asie du Sud-Est (1) :
  - Vainqueure : 2022.